# Хосе, Франсиско Сиониль
Франсиско Сиониль Хосе (исп. Francisco Sionil José, 3 декабря 1924 — 6 января 2022) — филиппинский писатель, редактор, книгоиздатель и публицист, писавший на английском языке.

## Биография
Во время Второй мировой войны был санитаром, затем решил заняться медициной. Однако вместо этого по совету своего учителя занялся журналистикой, работал как журналист в Коломбо и Гонконге, редактировал ряд газет и журналов.
В 1958 году основал филиппинское отделение ПЕН-клуба, в 1966 году основал журнал Solidarity, был владельцем книжного магазина в Маниле, где собирались писатели, художники, артисты, общественные и политические деятели.

## Произведения

### Романы
- Po-on (1984)
- The Pretenders (1962)
- My Brother, My Executioner (1973)
- Mass (1974)
- Tree (1978)
- Don Vicente (1980)
- The Samsons
- Gagamba (The Spider Man) (1991)
- Viajero (1993)
- Sin (1994)
- Ben Singkol (2001)
- Ermita
- Vibora! (2007)
- Sherds (2008)
- Muse and Balikbayan: Two Plays (2008)

### Рассказы
- The God Stealer and Other Short Stories (2001)
- Puppy Love and Other Short Stories (1998)
- Olvidon and Other Stories (1988)
- Platinum: Ten Filipino Stories (1983)
- Waywaya: Eleven Filipino Short Stories (1980)

### Детские книги
- The Molave and The Orchid (2004)

### Поэзия
- Questions (1988)

### Эссе и документальная проза
- In Search of the Word (1998)
- We Filipinos: Our Moral Malaise, Our Heroic Heritage
- Soba, Senbei and Shibuya: A Memoir of Post-War Japan
- Heroes in the Attic, Termites in the Sala: Why We are Poor (2005)
- This I Believe: Gleanings from a Life in Literature (2006)

## Издания на русском языке
- Франсиско Сиониль Хосе. Притворщики. The Pretenders, пер. с англ., М.: Молодая гвардия, 1962, 272 с.
- Франсиско Сиониль Хосе. Дерево. Мой брат, мой палач: Романы. Пер. с англ. Изд.: М.: Радуга, 1983, 448 с.